# Nordisk familjebok

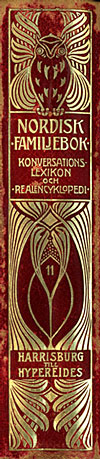
Reliure du volume 11 de la deuxième édition (dite « édition à la Chouette »).

Le Nordisk familjebok est une encyclopédie suédoise publiée entre 1876 et 1957.

## Éditions papier
La première édition a été publiée en 20 volumes entre 1876 et 1899 : elle est connue sous le nom d'édition « Idunn » en raison de l'image de Idunn sur la couverture. La deuxième édition a été publiée entre 1904 et 1926 en 38 volumes, devenant ainsi l'encyclopédie la plus complète publiée en langue suédoise. Cette édition est communément appelée Uggleupplagan (« l'édition à la Chouette »), car elle porte une chouette sur sa couverture. Deux éditions supplémentaires ont été publiées avant 1957. Les deux premières versions sont maintenant dans le domaine public.

## Numérisation
Dans les années 1990, l'Université de Linköping a commencé le projet Runeberg, ayant pour but d'établir des copies numériques de vieux imprimés nordiques, tout comme le projet Gutenberg vise à le faire pour la littérature anglaise. En 2001, la technologie était suffisamment améliorée pour permettre une numérisation à grande échelle de l'encyclopédie complète par la numérisation en reconnaissance optique de caractères. L'ensemble des 45 000 pages a donc été scanné. Il est accessible au public sur la page Web Runeberg. Mais il reste encore beaucoup de travail de relecture à accomplir.

Logo de la 1re édition (1876-1899), figurant Idunn.
Logo de l'édition à la Chouette (1904-1926)